# Brittany Lang
Brittany Lang (Richmond, 22 augustus 1985) is een Amerikaanse golfprofessional. Ze debuteerde in 2004 op de LPGA Tour.

## Loopbaan
In begin de jaren 2000 won Lang enkele titels bij de American Junior Golf Association, een Amerikaanse golfbond bij de juniores. Daarnaast won ze ook enkele regionale titels bij de amateurs. In 2004 debuteerde ze als amateur op de LPGA Tour nadat ze kwalificeerde of uitgenodigd was voor het Kraft Nabisco Championship. Na haar deelname aan het US Women's Open, werd ze golfprofessional.
In 2006 speelde ze haar eerste volledige golfseizoen op de LPGA Tour. In juni 2012 behaalde ze haar eerste LPGA-zege door de Manulife Financial LPGA Classic te winnen. Ze won de play-off van de Zuid-Koreaanse golfsters Hee Kyung Seo, Inbee Park en Chella Choi.
Lang werd ook meermaals lid van het Amerikaanse golfteam op de Solheim Cup.

## Prestaties

### Professional
LPGA Tour
| Nr. | Datum        | Toernooi                        | Score           | Score | Info                                                         |
| --- | ------------ | ------------------------------- | --------------- | ----- | ------------------------------------------------------------ |
| 1   | 24 juni 2012 | Manulife Financial LPGA Classic | 69-65-67-67=268 | –16   | Won de play-off van Hee Kyung Seo, Inbee Park en Chella Choi |

## Teamcompetities
Amateur
- Junior Solheim Cup ( USA): 2002 (winnaars)
- Curtis Cup ( USA): 2004 (winnaars)

Professional
- Solheim Cup ( USA): 2009 (winnaars), 2011, 2013